# Henri Clemens Birven
Henri Clemens Birven (* 10. März 1883 in Aachen; † 9. Januar 1969 in Berlin) war ein deutscher Schriftsteller, Esoteriker und ein Vertreter des magischen Idealismus.
Birven studierte Elektrotechnik, Philologie und Philosophie in Berlin und war Studienrat. Er kannte Karl Germer, den er als „einzigen Freund des Verstorbenen“, als Antwort auf Hermann Joseph Metzgers Nachruf bezeichnete. Ebenso war er mit Gustav Meyrink und Aleister Crowley bekannt. Horst E. Miers bezeichnete Birven als den besten Kenner von Crowleys Schriften.
Zwischen 1927 und 1932 war er Herausgeber der Zeitschrift Hain der Isis. Ein „Magiologisches Studio Teletes“ betrieb er um 1930 in Berlin-Wittenau. Er hatte eine große Bibliothek, welche von den Nationalsozialisten beraubt wurde. Seine Bücher wurden nach dem Krieg an verschiedene Staatsbibliotheken verteilt.
Birven erwähnt in seinem Buch „Lebenskunst in Yoga und Magie“, dass er zusammen mit Gustav Meyrink
und Ernst Peithman, einem prominenten Vertreter der Gnostisch-Katholischen Kirche, Forschungen über die mysteriöse Identität der Begründerin Anna Sprengel, eine hohe Adeptin der Rosenkreuzer aus Deutschland, des Golden Dawn betrieben haben soll.

## Werke
- Immanuel Kants Transzendentale Deduktion,  Reuther & Reichard (1913), Forgotten Books (2018), ISBN 978-1332544790
- Goethes Faust und der Geist der Magie, Talis-Verlag (1923)
- Abbé Vachère – Ein Thaumaturg unserer Zeit,  J. Wiesike (1928)
- Abbé Vachère, der Wundertäter von Mirabeau und Achen,  J. Wiesike (1928)
- Goethes offenes Geheimnis, Origo Verlag (1952)
- Lebenskunst in Yoga und Magie, Origo Verlag (1953)
- Novalis, Schwab (1959)
- Pforte der Unsterblichkeit/Yoga als Weg zur geistigen Erneuerung, Schwab, (1960) ISBN 978-3796401329
- Der Tarot: Eine Symbolik ägyptischen Ursprungs, Schwab (1960), 2., Aufl. (1981)
- Pforte der Unsterblichkeit, Schwab (1961)
- Der historische Doktor Faust, Schwab (1963)
- Faust im zwanzigsten Jahrhundert. Festschrift für Karl Theens zum sechzigsten Geburtstag, Schwab (1964)